# Оксид молибдена(IV)
Оксид молибдена(IV) — неорганическое соединение, оксид металла молибдена с формулой MoO2, коричнево-фиолетовые кристаллы, не растворимые в воде.

## Получение
- Действие перегретого водяного пара на металлический молибден:

{\displaystyle {\mathsf {Mo+2H_{2}O\ {\xrightarrow {700-800^{o}C}}\ MoO_{2}+2H_{2}}}}
- Действие на молибден диоксида углерода:

{\displaystyle {\mathsf {Mo+2CO_{2}\ {\xrightarrow {1200^{o}C}}\ MoO_{2}+2CO}}}
- Восстановление водородом оксида молибдена(VI):

{\displaystyle {\mathsf {MoO_{3}+H_{2}\ {\xrightarrow {450-470^{o}C}}\ MoO_{2}+H_{2}O}}}
- Гидролиз перегретым водяным паром сульфида молибдена(IV):

{\displaystyle {\mathsf {MoS_{2}+2H_{2}O\ {\xrightarrow {500^{o}C}}\ MoO_{2}+2H_{2}S}}}
- Разложение холодной концентрированной серной кислотой сульфида молибдена(IV):

{\displaystyle {\mathsf {MoS_{2}+2H_{2}SO_{4}\ {\xrightarrow {5^{o}C}}\ MoO_{2}\downarrow +2S\downarrow +SO_{2}\uparrow +2H_{2}O}}}

## Физические свойства
Оксид молибдена(IV) образует коричнево-фиолетовые кристаллы моноклинной сингонии, пространственная группа P 21, параметры ячейки a = 0,5601 нм, b = 0,4843 нм, c = 0,5526 нм, β = 119,45°, Z = 4.
Не растворим в воде, р ПР = 50,0.
Обладает металлической проводимостью.

## Химические свойства
- Разлагается при нагревании:

{\displaystyle {\mathsf {3MoO_{2}\ {\xrightarrow {1800^{o}C}}\ Mo+2MoO_{3}}}}
- Реагирует с горячей концентрированной азотной кислотой:

{\displaystyle {\mathsf {MoO_{2}+2HNO_{3}\ {\xrightarrow {90^{o}C}}\ MoO_{3}\downarrow +2NO_{2}\uparrow +H_{2}O}}}
- С щелочами образует молибдаты(IV):

{\displaystyle {\mathsf {MoO_{2}+2NaOH\ \rightleftarrows \ Na_{2}MoO_{3}+H_{2}O}}}
- Восстанавливается водородом:

{\displaystyle {\mathsf {MoO_{2}+2H_{2}\ {\xrightarrow {700^{o}C}}\ Mo+2H_{2}O}}}
- Реагирует с хлором:

{\displaystyle {\mathsf {MoO_{2}+Cl_{2}\ {\xrightarrow {350^{o}C}}\ MoCl_{2}O_{2}}}}
- Реагирует с тетрахлорметаном:

{\displaystyle {\mathsf {MoO_{2}+2CCl_{4}\ {\xrightarrow {250^{o}C}}\ MoCl_{4}+2CCl_{2}O}}}